# Chevrolet Venture

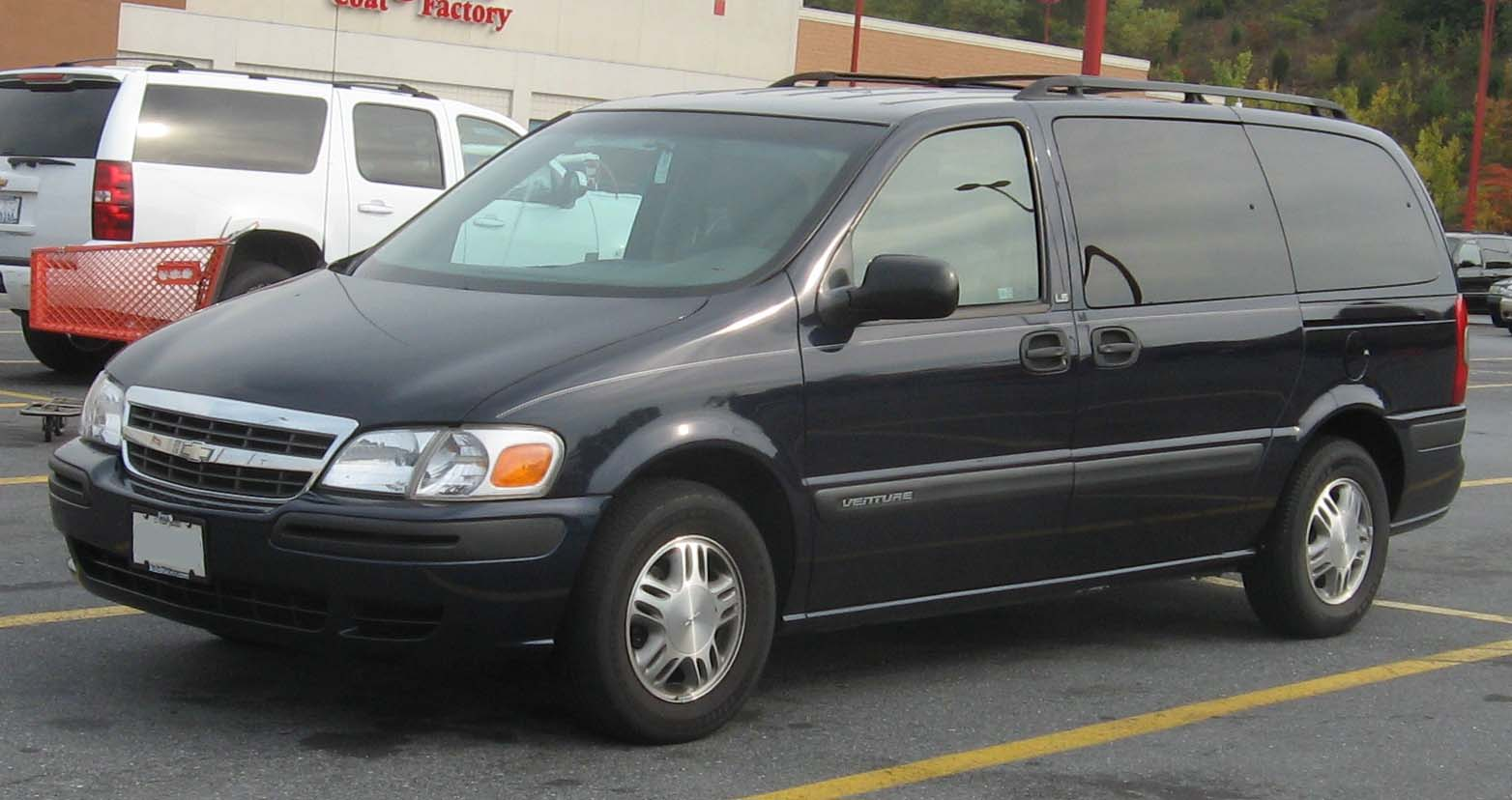
Chevrolet Venture

Chevrolet Venture — минивэн производства General Motors, выпускаемый с 1996 по 2005 год. Пришёл на смену семейству Chevrolet Lumina APV.

## История
Автомобиль Chevrolet Venture был представлен в 1996 году. В США он продавался под названиями Oldsmobile Silhouette и Pontiac Trans Sport. В 1999 году название Pontiac Trans Sport сменилось на Pontiac Montana.
За всю историю производства автомобиль Chevrolet Venture оснащался двигателем внутреннего сгорания GM LA1 V6 мощностью 180 л. с. и 4-ступенчатой автоматической трансмиссией. В 1999 году мощность двигателя увеличилась на 5 л. с. В 2001 году автомобиль прошёл фейслифтинг, а с 2002 года стал полноприводным. Рулевое колесо взято от Chevrolet Impala.
24 июня 2005 года автомобиль был снят с производства.

## Галерея

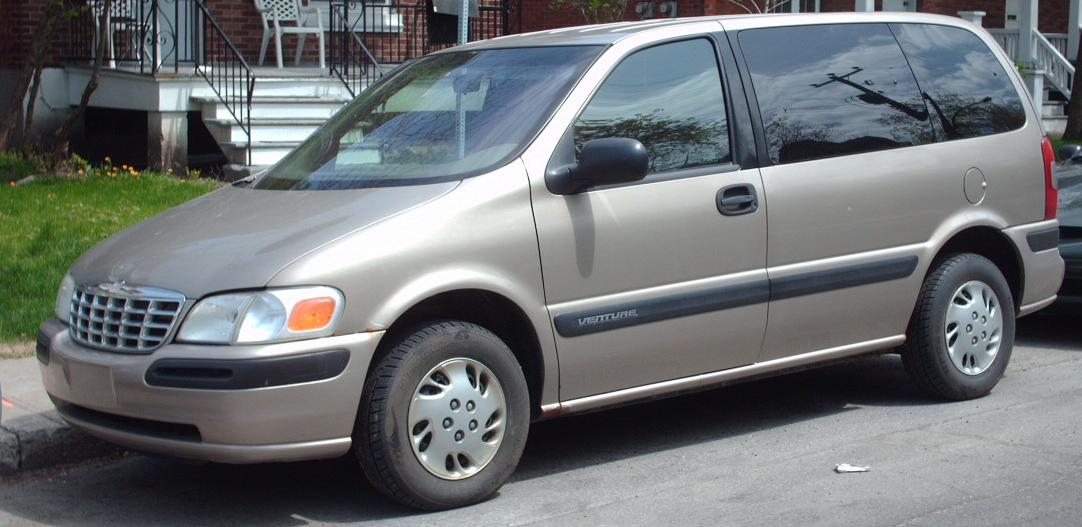
Chevrolet Venture SWB
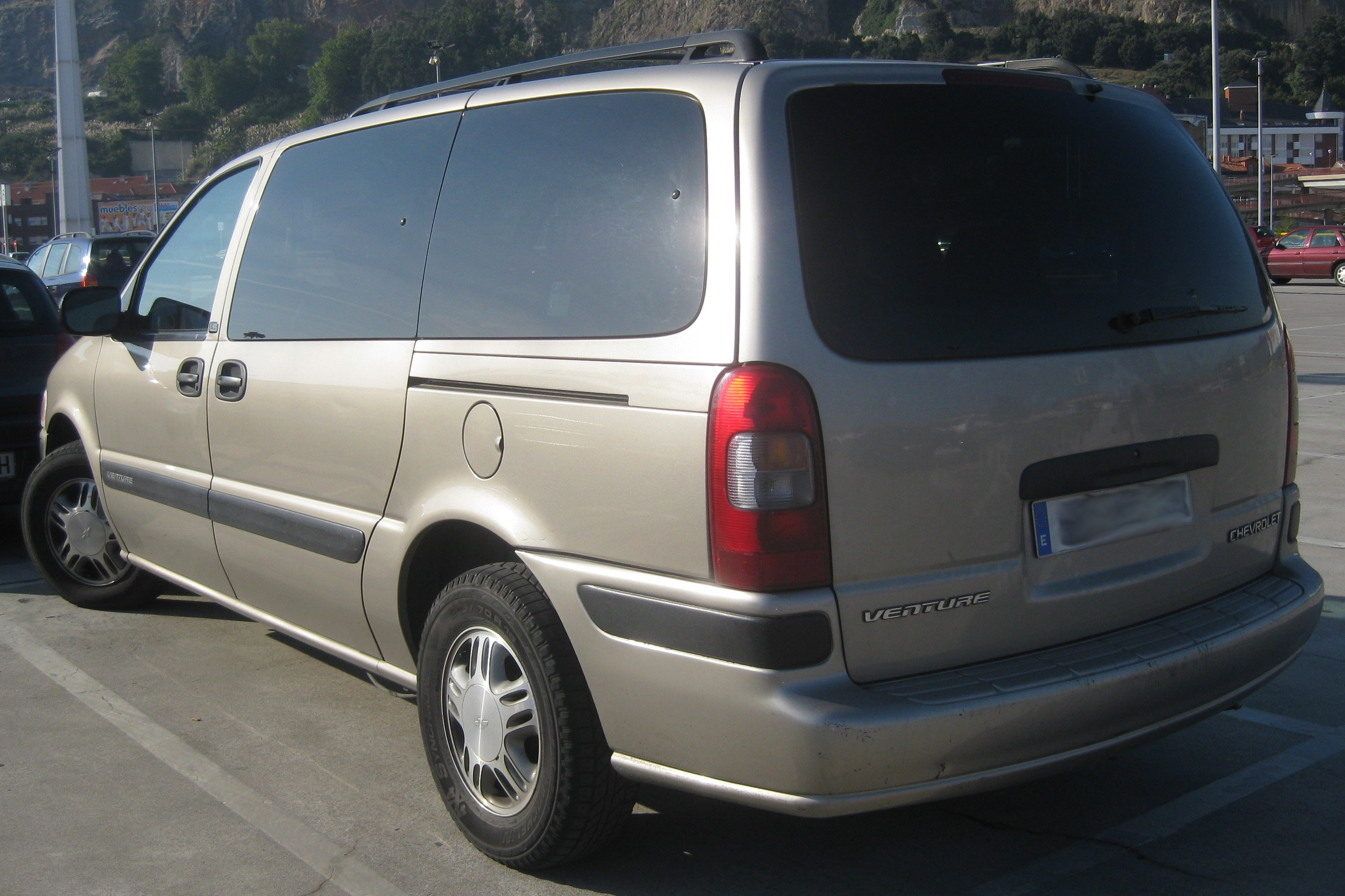
Chevrolet Venture LS
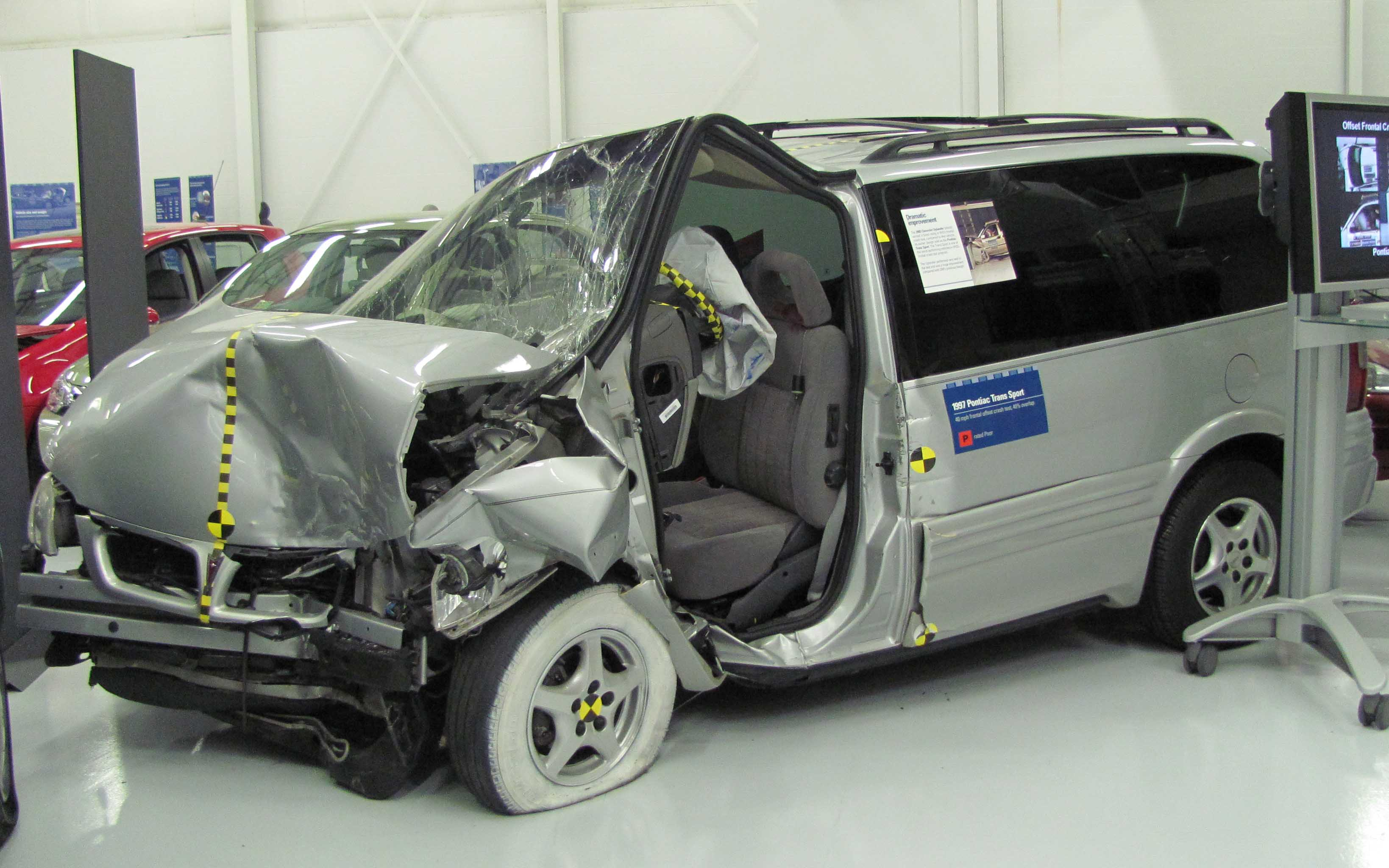
Краш-тест